# Forsan (Texas)
Forsan es una ciudad ubicada en el condado de Howard en el estado estadounidense de Texas. En el Censo de 2010 tenía una población de 210 habitantes y una densidad poblacional de 278,63 personas por km².

## Geografía
Forsan se encuentra ubicada en las coordenadas 32°6′37″N 101°22′1″O / 32.11028, -101.36694. Según la Oficina del Censo de los Estados Unidos, Forsan tiene una superficie total de 0.75 km², de la cual 0.75 km² corresponden a tierra firme y (0%) 0 km² es agua.

## Demografía
Según el censo de 2010, había 210 personas residiendo en Forsan. La densidad de población era de 278,63 hab./km². De los 210 habitantes, Forsan estaba compuesto por el 95.24% blancos, el 0.95% eran afroamericanos, el 0% eran amerindios, el 0% eran asiáticos, el 0% eran isleños del Pacífico, el 2.38% eran de otras razas y el 1.43% pertenecían a dos o más razas. Del total de la población el 17.62% eran hispanos o latinos de cualquier raza.